# Pourtalesiidae
Famille
Les Pourtalesiidae sont une famille d'oursins irréguliers vivant dans les abysses, en forme de bouteille. Leur dénomination constitue un hommage au naturaliste américain Louis François de Pourtalès.

## Description et caractéristiques

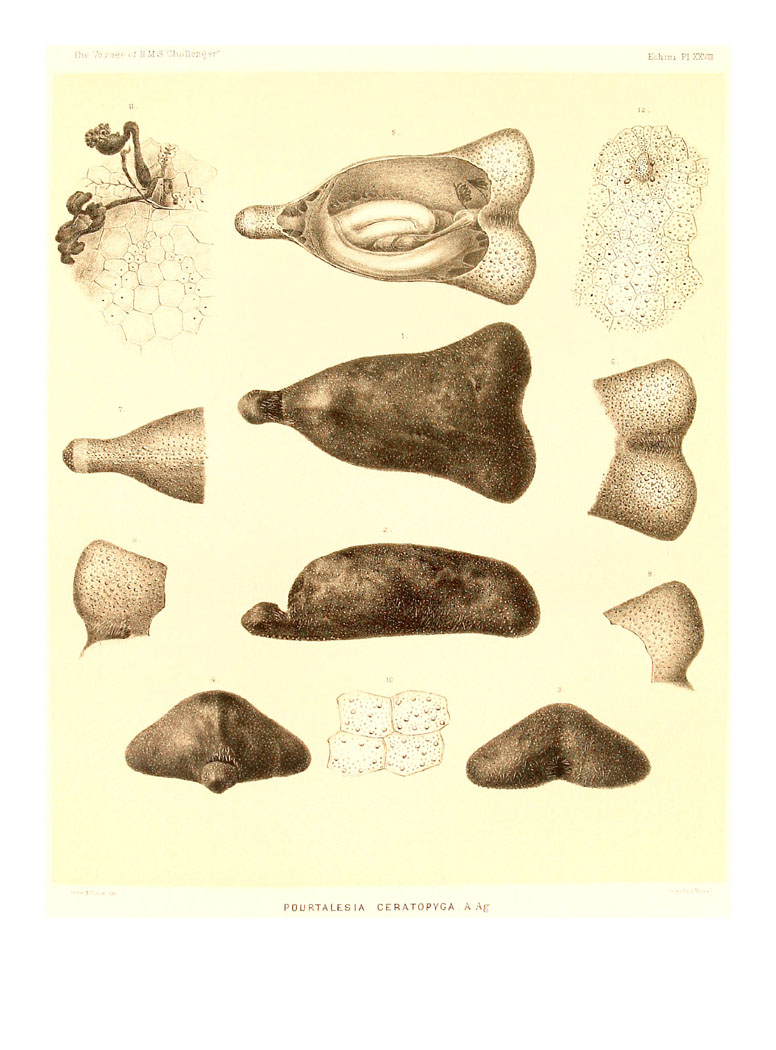
Ceratophysa ceratopyga par A. Agassiz (1881).

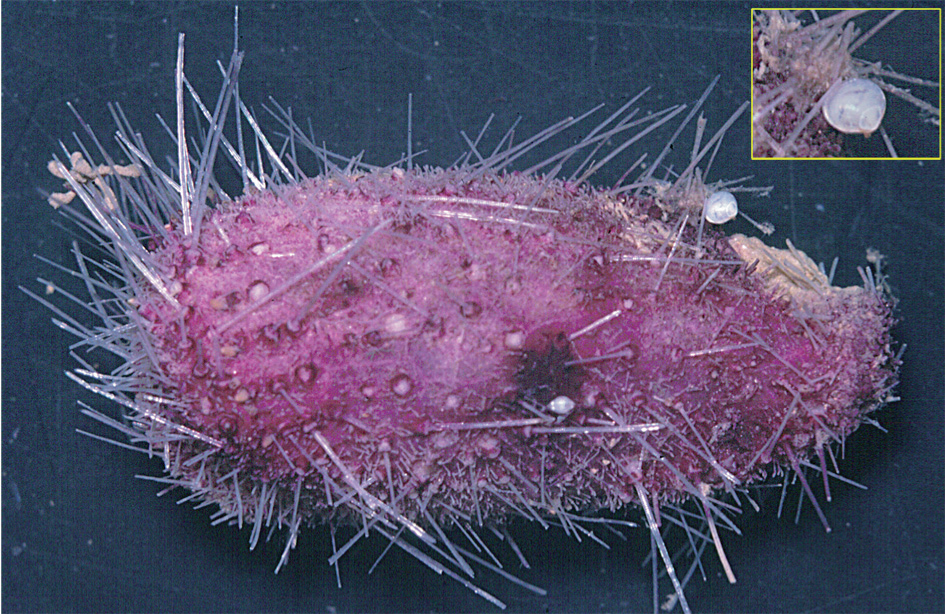
Pourtalesia miranda

Ce sont des oursins très irréguliers, dont la forme a évolué de la sphère vers une forme très allongée, rappelant parfois celle d'une bouteille (mais la famille comporte une grande variété de silhouettes). Ces oursins sont structurés selon une symétrie bilatérale secondaire, avec la bouche à l'« avant » et l'anus à l'« arrière ». Les piquants (« radioles ») sont courts, fins et clairsemés.
Leur test est fin et extrêmement fragile. Leur plastron est orthosterne, avec une plaque labrale suivie par une unique plaque sternale symétrique puis une paire de plaques épisternales ; ils n'ont pas de plaque rostrale. Le disque apical est compact, avec une plaque génitale unique en position antérieure, suivie par deux plaques oculaires portant des pores génitaux.

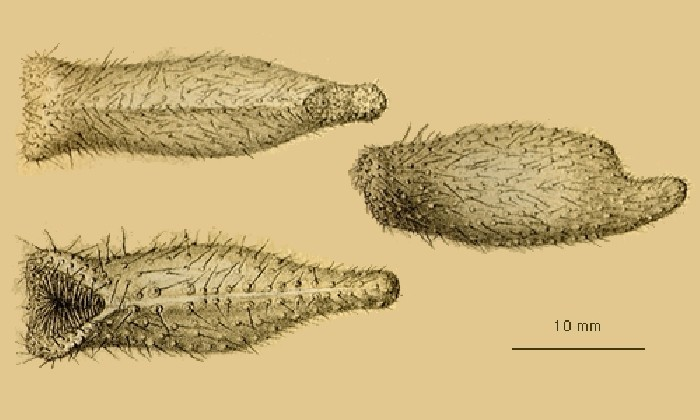
Echinosigra amphora

Cet ordre semble être apparu au Crétacé supérieur (Maastrichtien).

## Habitat et mode de vie
Ce sont des oursins abyssaux, et sans doute la famille vivant le plus profond : ils sont inféodés au plus profond des abysses, la zone hadale, et ont été récoltés à plus de 6 850 m de profondeur dans la fosse de Java.
Ils semblent se nourrir à la manière des holothuries, en ingérant la pellicule superficielle du sédiment qui contient une fraction de matière nutritive.

## Systématique
Selon World Register of Marine Species (9 avril 2014) :
- genre Ceratophysa Pomel, 1883 -- 2 espèces
- genre Cystocrepis Mortensen, 1907 -- 1 espèce
- genre Echinocrepis A. Agassiz, 1879 -- 2 espèces
- genre Echinosigra Mortensen, 1907 -- 8 espèces
- genre Galeaster Seunes, 1889 †
- genre Helgocystis Mortensen, 1907 -- 1 espèce
- genre Pourtalesia A. Agassiz, 1869 -- 11 espèces
- genre Rictocystis Mironov, 1996 -- 1 espèce
- genre Solenocystis Mironov, 2008 -- 1 espèce
- genre Spatagocystis A. Agassiz, 1879 -- 1 espèce